# Axiome (groupe)
Axiome est groupe belge de musique électronique et bruitiste, originaire de Wallonie. Ils sont signés avec le label Ant-Zen entre la fin des années 1990 jusqu'en 2020.

## Histoire
Le groupe est formé en 1991, et produit par le label allemand Ant-Zen jusqu'en 2020. Axiome est composé de Cédrik Fermont (C-drik) et d'Olivier Moreau qui se connaissent depuis l'âge de 2 ans. Moreau est surtout reconnu pour son projet solo Imminent Starvation, et contribue à de nombreux projets annexes en plus d'Axiome. Fermont commence sa carrière en 1989 avec un groupe de noise industriel, Črno Klank.
Ils signent un contrat avec le label Ant-Zen à la fin des années 1990 avec lequel ils publient dans un premier temps l'album Rictus en 1999. Ils enchaînent avec l'album Ça ne nous rendra pas le Congo en 2002, puis sortent leur album Il pleut des cordes en 2005, qui est « une bombe, une combinaison malade de rythmes lourds et d'atmosphères obsédantes, enrichie par une production et un mastering géniaux ». Leur album suivant, Ten Hymns for Sorbetière, sort en 2012 et comprend 10 pistes. Peu de temps après la sortie de l'album The Smell of Lava in the Morning en 2014, ils débutent l'enregistrement de l'album suivant, L'Avenir est un cerf teint.
En 2020, ils sortent l'album Who Will Control Us?, leur premier en dehors du label Ant-Zen. En 2022, ils sortent l'album Field Guide to Alien Planets and Other Disco Balls chez Audiophob,,.

## Style musical
Leur style musical est décrit par Side-Line Magazine comme un mélange d'IDM, d'acid et d'electro minimal. Le groupe expliquait que lorsqu'il jouait du breakcoren, il cherchai t à « apporter un truc nouveau à la scène power noise et industrielle qui a des fois du mal à se renouveler ».

## Discographie
- 1991 : Théorie et progression (split cassette avec Črno Klank sur Sépulkrales Katakombes)
- 1999 : Rictus (Ant-Zen)
- 2002 : Ça ne nous rendra pas le Congo (Ant-Zen)
- 2002 : Va-t-il faire beau ? (Ant-Zen)
- 2005 : Il pleut des cordes (Ant-Zen)
- 2012 : Ten Hymns for Sorbetière (Ant-Zen)
- 2014 : The Smell of Lava in the Morning (Ant-Zen)
- 2016 : L'Avenir est un cerf teint (Ant-Zen)
- 2020 : Who Will Control Us? (Audiophob)
- 2022 : Field Guide to Alien Planets and Other Disco Balls (Audiophob)
- 2023 : Rmx (By Aluviana) (Syrphe)